# Russell Erxleben
Russell Erxleben (Seguin, 13 gennaio 1957) è un ex giocatore di football americano statunitense che ha militato nel ruolo di punter e kicker nella National Football League (NFL).

## Carriera
Al college Erxleben giocò a football a Texas dove divenne l'unico punter della storia della NCAA a venire premiato per tre volte come All-American. Come kicker invece segnò un field goal dalla distanza di 67 yard nel 1977, ancora un record NCAA condiviso. Fu scelto dai New Orleans Saints nel corso del primo giro (undicesimo assoluto) del Draft NFL 1979, all'epoca il secondo kicker scelto più in alto della storia. Vi giocò principalmente come punter fino al 1983, dopo di che i Saints scelsero nel Draft il suo sostituto, Brian Hansen e fu svincolato. Nel 1982 era stato il rappresentante di New Orleans al sindacato durante lo sciopero dei giocatori. Tentò un ritorno nella lega nel 1987 con i Detroit Lions, ritirandosi definitivamente a fine anno.